# Katarzyna Szymon
Katarzyna Szymon (ur. 21 października 1907 w Studzienicach koło Pszczyny, zm. 24 sierpnia 1986 w Katowicach) – mistyczka, posiadająca jakoby rany stygmatyczne.

## Życiorys
Pochodziła z wielodzietnej i ubogiej rodziny. Od pierwszego roku życia, po śmierci matki, wychowywaniem jej zajmował się ojciec z macochą. Była ofiarą przemocy domowej i skrajnej nędzy. Ukończyła trzy klasy szkoły podstawowej, nie umiała czytać ani pisać.
Ze wspomnień Katarzyny Szymon wynika, że w dzieciństwie, gdy ojciec kolejny raz wyrzucił ją z domu, udała się do przydrożnego krzyża, gdzie miała doznać objawienia. Wedle jej relacji, po raz pierwszy usłyszała głos z nieba mówiący: „że jej ojciec się zmieni”. Jej ojciec faktycznie po jakimś czasie nawrócił się i wstąpił do III Zakonu Świętego Franciszka.
Po śmierci ojca i macochy została wypędzona z rodzinnego gospodarstwa i nie miała stałego miejsca zamieszkania. Przez pewien czas pracowała u gospodarzy w Studzienicach i Porębie, do 1976 roku mieszkała w Pszczynie, później w Łaziskach w pobliżu Turzy Śląskiej. W latach 1979–1986 mieszkała w Kostuchnie przy ul. Karola Stabika w domu Marty Godziek.

### Stygmaty
Wedle przekazów, 8 marca 1946, w pierwszy piątek wielkiego postu pojawiły się u niej rany stygmatyczne. Często też miała jakoby przeżywać w ekstazie wizje męki Jezusa. Według relacji Marty Godziek, kiedy Katarzynie Szymon otwierały się rany, towarzyszył temu zapach kwiatów. Oprócz stygmatów miały pojawiać się u niej wizje przyszłości, twierdziła też, że komunikuje się ze zmarłymi. Doznawała wizji, podczas których zdaniem świadków mówiła obcymi dla niej językami, takimi jak hebrajski i aramejski. W stanie wojennym pod oknami domu, w którym mieszkała, zbierały się tłumy ludzi.

### Śmierć
Katarzyna Szymon zmarła 24 sierpnia 1986. Pogrzeb odbył się 28 sierpnia. Została pochowana na cmentarzu przy parafii Trójcy Przenajświętszej w Kostuchnie. W uroczystościach pogrzebowych uczestniczyło kilkadziesiąt tysięcy ludzi.

## Kult
W 1988 roku Kuria Metropolitarna w Katowicach orzekła, iż rany na ciele wizjonerki nie miały charakteru nadprzyrodzonego. Mimo próśb osób, z którymi się zetknęła, proces beatyfikacyjny formalnie nie rozpoczął się. Objawienia nie zostały uznane za zgodne z nauczaniem Kościoła katolickiego, a ks. dr Michał Kaszowski na łamach katolickiego wydawnictwa „Vox Domini” nazywa ją fałszywą wizjonerką.